# Warszawa Zacisze Wilno
Warszawa Zacisze Wilno – przystanek osobowy w dzielnicy Targówek w Warszawie, na granicy Zacisza i Elsnerowa w pobliżu ulicy Wiernej. Obsługiwany przez Koleje Mazowieckie.

## Trasy
| Linia | Operator           | Trasa                                                                                       |
| ----- | ------------------ | ------------------------------------------------------------------------------------------- |
| R60   | Koleje Mazowieckie | Warszawa Wileńska – Warszawa Zacisze Wilno – Wołomin – Tłuszcz – Łochów – Małkinia – Czyżew |

## Opis
Przystanek powstał w ramach partnerstwa publiczno-prywatnego. Podmiotem publicznym był zarządca infrastruktury kolejowej – spółka PKP Polskie Linie Kolejowe, natomiast podmiotem prywatnym deweloper budowlany budujący pobliskie osiedle mieszkaniowe Wilno – spółka Dom Development. Jednym z czynników powstania przystanku było słabe skomunikowanie terenu na którym powstało osiedle. Warszawa Zacisze Wilno to jeden z pierwszych w Polsce przypadków sfinansowania przystanku kolejowego przez firmę prywatną. Koszt budowy wyniósł 6,5 mln zł.
Otwarcie przystanku nastąpiło 9 czerwca 2013 roku. Można do niego dojechać autobusami Zarządu Transportu Miejskiego (pętla PKP Zacisze-Wilno).
Przez początkowe lata działania przystanku dostęp do niego istniał jedynie od strony osiedla Wilno. Dostęp od strony Zacisza był utrudniony ze względu na ogródki działkowe przylegające do linii kolejowej i brak porozumienia z działkowcami w kwestii terenu. Droga dojazdowa od strony Zacisza została zbudowana w IV kwartale 2019 roku.
Przystanek składa się z dwóch wysokich, częściowo zadaszonych peronów bocznych o długości 200 metrów. Komunikację między nimi zapewnia przejście podziemne.
Od początku funkcjonowania przystanek należy do I strefy biletowej Wspólnego biletu ZTM – KM – WKD.
W roku 2022 wymiana pasażerska wyniosła 3-4 tys. osób dziennie.